# Etuda št. 13 (Ligeti)
Etuda za klavir št. 13, »L'escalier du diable« (Hudičevo stopnišče) je delo skladatelja Györgyja Ligetija.
Ta etuda je direktno povezana z istoimenskim matematičnim dinamičnim sistemom. »Hudičevo stopnišče« je tudi poseben primer samopodobnosti, ki temelji na Cantorjevih množicah. Cantorjeva množica je paradoksalna abstraktna konstrukcija, ki je sestavljena iz enostavnega rekurznega postopka, ki se je, čeprav ga je odkril že matematik 19. stoletja, Georg Ferdinand Cantor, uveljavil šele, ko je Benoît Mandelbrot opazil njegovo umestnost v fraktalni geometriji. Če vzamemo skupino ulomkov v intervalu med 0 in 1 (ali pa za lažjo ilustracijo vzamemo ravno črto) in ji odvzamemo neki sredinski interval, po navadi eno tretjino. Ostaneta nam dva dela. Ponovimo postopek na obeh. Zdaj nam ostanejo štirje deli. Ta postopek ponavljamo do neskončnosti. Rezultat je Cantorjev prah, neskončno število točk, organiziranih v neskončno redke (kratke) skupine, katerih skupna dolžina je 0.      
Etuda št.13 je sekundarni fenomen in izhaja iz 1/3 - 2/3 proporc v Cantorjevi množici. Je serija neenakih postopov, ki je nastala z vrisovanjem (na oseh predstavlja binarne in ternarne frakcije) matematičnih razmerij med eliminiranimi in obstoječimi segmenti.
Ligeti je skonstruiral svojo »glasbeno stopnišče« z uporabo lastnega numeričnega sistema. Toda tudi ta izkazuje rekurzivne kvalitete, ker hemiola ritmičnih celic (2-3) spominja na binarno-ternarno geometrijo hudičevega stopnišča. Skladba se začne mehko a zlovešče usodno z odločnimi dopolnilnimi ritmi, ki bazirajo na metričnem modelu, ki vsebuje podskupine sedmih, devetih, enajstih in štirinajstih osmink. Po taktu in pol »lažnega začetka« se ta metrični model predstavi v celoti, in se potem vedno znova ponavlja, porazdeljen na celice 2+2+3 / 2+2+2+3 / 2+2+2+2+3 / 2+2+3 / 2+2+3 / 2+2+2+3 itd. Podaljšani postop treh osmink, poudarjen z legato fraziranjem, ustvari majhen plato, medtem ko neenak a metodičen potek podskupin spominja na nepravilno stopničavost grafične podobe. Etuda se izraža tudi s »stopničastim modelom«, ki začenja na prvi noti in tako takoj uide sinhronizaciji z ritmičnim modelom.    
Kar se tiče strukture, se prva nota vsake celice progresivno viša in sledi 12-tonskemu kromatičnemu zaporedju od H do A#. Ostale note v celici izhajajo iz dveh ujemajočih se intervalnih skupin v okviru celotonske lestvice začenjše z Ges, vsaka skupina v povezavi s polovico kromatične skale. Kombinacija lestvic oskrbuje osnovni motiv z značilno harmonsko identiteto. Ta misel se ponovi na noti H na vsakih 12 celic.
Toliko o matematični ureditvi. Glasbi pa k naraščujočem besnenju pripomore razmičnost, divergence in odmikanje od sistema. Pojavlja se protislovje med modelom, ki se ponavlja na vsakih 12 celic in metričnim modelom 16-ih celic, tako da ponavljajoče note avtomatično začenjajo vsakič na drugem mestu vzdolž ritmičnega modela; in tako nastane vsakič nova hemiola in melodični vzorec pri vsaki ponovitvi. 
To daje glasbeni shemi svežino in prilagodljivost. Vstopi se kmalu začnejo prekrivati, prihajajo bolj pogosto, se začenjajo na drugih skupinah not in so podvojeni v različicah vzporednih terc, kvart, kvint in sekst - in jih lahko smatramo kot primere muzikalne razvejanosti. Rotirajoče ponovitve osnovnega motiva se vzpenjajo po neskončni lestvi, let za letom, oktava za oktavo. Medtem se vzorec ponovno pojavi v nizkem registru, kot da bi vzplaval iz temačnih globin. Tako kot sintetična spirala - računalniško generirana iluzija - izgleda, da se dviguje ad infinitum, čeprav enigmatično ostaja ista.
L'escalier du diable je najbolj brilijantna izmed vseh etud. Njeni vzorci so lahko reprezentirani numerološko, vendar so predvsem namenjeni zato, da bi ustvarjali poliritmični naboj. Približno na polovici skladbe dvigajoče kroženje osmink preseka globoki B-molski trizvok, ki vodi v dolg in zelo počasen odsek dvigajočih se akordov, ki se vzpenjajo dostojanstveno in neizprosno, nota za noto, v crescendu, vse dokler se mu ne priključita dve dodani periodi zvonom podobnih ostinatov, ki zvenita ritmičnih variantah 2/4, 2/3 in 3/4. Vse to kulminira v serijo apokaliptičnih akordov, ki se zibljejo sem in tja, tako kot zvonovi potrkavajo nad gromečim orkestrom gongov in tamtamov - zvočne slike, ki jih Ligeti nariše v klavirsko partituro in  katerih eksplicitni simbolizem spominja na Berlioza in Messiaena. Tukaj je Ligeti na višku svoje melodramatike, neustavljivo močan in razburljiv.